# Heusden Koers 1995
De 47e editie van de Belgische wielerwedstrijd Heusden Koers werd verreden op 15 augustus 1995. De start en finish vonden plaats in Heusden. De winnaar was Etienne De Wilde, gevolgd door Willy Willems.

## Uitslag
| Heusden Koers 1995 |                  |                  |       |
| Plaats             | Naam             | Ploeg            | Tijd  |
| Winnaar            | Etienne De Wilde | Vosschemie-RDM   | 3u46' |
| 2                  | Willy Willems    | Zetelhallen-Ysco | z.t.  |
| 3                  | Eric De Clercq   | Collstrop-Lystex | z.t.  |
| 4                  | Raymond Meys     |                  | z.t.  |
| 5                  | Ludwig Willems   | Mapei-GB-Latexco | + 18" |

1929 · 1930-1935 · 1936 · 1937 · 1938 · 1939 · 1952 · 1953 · 1954 · 1955 · 1956 · 1957 · 1958 · 1959 · 1960 · 1961 · 1962 · 1963 · 1964 · 1965 · 1966 · 1967 · 1968 · 1969 · 1970 · 1971 · 1972 · 1973 · 1974 · 1975 · 1976 · 1977 · 1978 · 1979 · 1980 · 1981 · 1982 · 1983 · 1984 · 1985 · 1986 · 1987 · 1988 · 1989 · 1990 · 1991 · 1992 · 1993 · 1994 · 1995 · 1996 · 1997 · 1998 · 1999 · 2000 · 2001 · 2002 · 2003 · 2004 · 2005 · 2006 · 2007 · 2008 · 2009 · 2010 · 2011 · 2012 · 2013 · 2014 · 2015 · 2016 · 2017 · 2018 · 2019 · 2020 · 2021 · 2022 · 2023